# Óscar Ramírez Martín
 Óscar Ramírez Martín  (La Bisbal d'Empordà, 1 maart 1984) is een gewezen Spaanse profvoetballer.
Hij begon zijn profcarrière tijdens het seizoen 2003-2004 bij de lokale ploeg van FC Palafrugell, een ploeg uit de  Tercera División.  Bij deze ploeg had hij ook zijn jeugdopleiding genoten.  De ploeg eindigde echter op een achttiende plaats en kon het behoud niet verlengen.
Vanaf het daaropvolgende seizoen 2004-2005 zou hij twee campagnes uitkomen voor UE Figueres, een ploeg die toen op haar hoogste niveau ooit speelde, namelijk de Segunda División B.  
Tijdens het seizoen 2006-2007 stapte hij over naar reeksgenoot CF Badalona.  Daar speelde hij een heel goed seizoen, waardoor grotere ploegen hem opmerkten.
Zo kwam hij vanaf het seizoen 2007-2008 terecht bij Sevilla Atlético, een ploeg uit de Segunda División A.  Het eerste seizoen eindigde de ploeg op een mooie negende plaats, maar toen het daaropvolgende beslag werd gelegd op de tweeëntwintigste en laatste plaats volgde de degradatie en werd het contract met de speler niet verlengd. 
De speler keerde vanaf seizoen 2009-2010 voor twee campagnes terug naar CF Badalona, nog steeds uitkomend in de Segunda División B waar tijdens het tweede seizoen de play-offs behaald werden.  De promotie werd echter niet afgedwongen.
Vanaf seizoen 2011-2012 keerde hij terug naar de Segunda División A deze keer bij het net gepromoveerde CE Sabadell. Het eerste seizoen behaalde de ploeg de negentiende plaats, maar door de degradatie uit de Primera División van Villarreal CF, werd de plaats van hun B-ploeg ingenomen.  Tijdens seizoen 2012-2013 werd een zestiende plaats afgedwongen.
De speler zette de stap naar reeksgenoot SD Ponferradina.  Tijdens het seizoen 2013-2014 werd een vijftiende plaats behaald en tijdens seizoen 2014-2015 werd een mooie zevende plaats afgedwongen.
Vanaf seizoen 2015-2016 stapte hij over naar reeksgenoot SD Huesca.  De nieuwkomer kon zijn behoud verzekeren met een twaalfde plaats.
Na deze vijf seizoenen zette hij tijdens het seizoen 2016-2017 een stapje terug bij FC Cartagena, een ploeg uit de Segunda División B. Al snel groeide hij uit tot een van de basisspelers van de havenstad.  Zo werd zijn contract tijdens de maand maart 2017 reeds met een seizoen verlengd.  De ploeg zou uiteindelijk op de vierde plaats eindigen, net genoeg om zich voor de playoff 2016-2017 te plaatsen.  In deze competitie werd de ploeg in de tweede ronde uitgeschakeld en zo speelde hij tijdens het seizoen 2017-2018 weer in de Segunda División B.  Ook tijdens het seizoen 2017-2018 was hij een van de smaakmakers van de ploeg, zodat op 2 mei 2018 meegedeeld werd dat zijn contract verlengd werd tot 30 juni 2019.  Tijdens de laatste wedstrijd van de reguliere competitie werd de ploeg kampioen van de groep IV.  Voor de play off van de kampioenen werd de leider van groep I geloot, Rayo Majadahonda.  De wedstrijd te Cartagonova werd met 2-1 gewonnen dankzij doelpunten van Rubén Cruz Gil en Isaac Aketxe Barrutia.  Tijdens de terugwedstrijd zat het er lang goed uit, maar door een eigen doelpunt van Miguel Zabaco Tomé werd er met 1-0 verloren.  Dankzij de kampioenstitel was er nog een tweede kans en die startte bij Celta de Vigo B, de vierde van groep I.  De uitwedstrijd in Galicië eindigde op een scoreloos gelijkspel, waarna een doelpunt op vrijschop, getrapt door José Manuel López Gaspar, voldoende was om zich voor de finale te plaatsen.  Voor deze laatste stap werd de vierde uit hun reeks, Extremadura UD, aangeduid.  Nadat dat de heenwedstrijd met 1-0 verloren ging, werd tijdens de thuiswedstrijd niet gescoord door beide ploegen en miste Cartagena zo de promotie.  Tijdens zijn derde seizoen 2018-2019 behaalde hij zijn honderdste officiële wedstrijd.  Dit gebeurde op zondag 17 februari tijdens de verplaatsing bij UD Almería B, een wedstrijd die op een 2-2 gelijkspel eindigde.  Dit seizoen was zeer wisselvallige.  De aanvang van het seizoen was slecht en zo stond de ploeg na 8 wedstrijden op een degradatieplaats.  Maar tegen UD Melilla pakte doelman Mario Fernández Cuesta een rode kaart en blesseerde hij zich tijdens dezelfde actie.  Hij werd vervangen door de jong Portugees João Paulo Santos Costa.  De ploeg begon successen te boeken en was op het einde van de heenronde naar de eerste plaats opgeklommen.  Op het einde van het seizoen zou het tweede eindigen na Recreativo Huelva.  Tijdens de eindronde werd eerst Real Madrid Castilla (3-1 verlies uit, 2-0 winst thuis) uitgeschadeld, maar SD Ponferradina bleek twee maal te sterk (1-2 thuisverlies en 1-0 op verlplaatsing.  Na drie seizoenen van net niet, wilde de ploeg het team op vele plaatsen aanpassen, en zo bleef het lang onduidelijk of zijn contract dat nog een jaar duurtijd had niet ontbonden zou worden.  Dit zou uiteindelijk begin augustus gebeuren.
Tijdens seizoen 2019-2020 vond hij onderdak bij Recreativo Huelva, een reeksgenoot van de ploeg uit de havenstad.  Dit was geen toeval, want gecoacht door Alberto Jiménez Monteagudo, die hij nog gekend had tijdens zijn periode bij FC Cartagena. Naast hem haalde Monteagudo nog gewezen medespelers Sergio Jiménez García, Enrique Rivero Pérez en Rubén Cruz Gil mee naar Huelva.  De ploeg zou een kleurloos seizoen meemaken en op een dertiende plaats eindigen.  Aan het einde van dit seizoen zou de speler zijn actieve loopbaan beëindigen.